# Octave diminuée

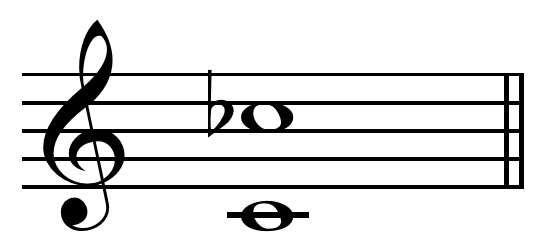
Une octave diminuée do-do bémol.

En musique, une octave diminuée est une octave diminuée d'un demi-ton chromatique, soit un intervalle de cinq tons et demi (onze demi-tons). Dans un tempérament égal à douze demi-tons (gamme tempérée), l'octave diminuée est l'équivalent enharmonique de la septième majeure. L'octave diminuée est produite en enchaînant sept quartes.